# Liên bang Micronesia

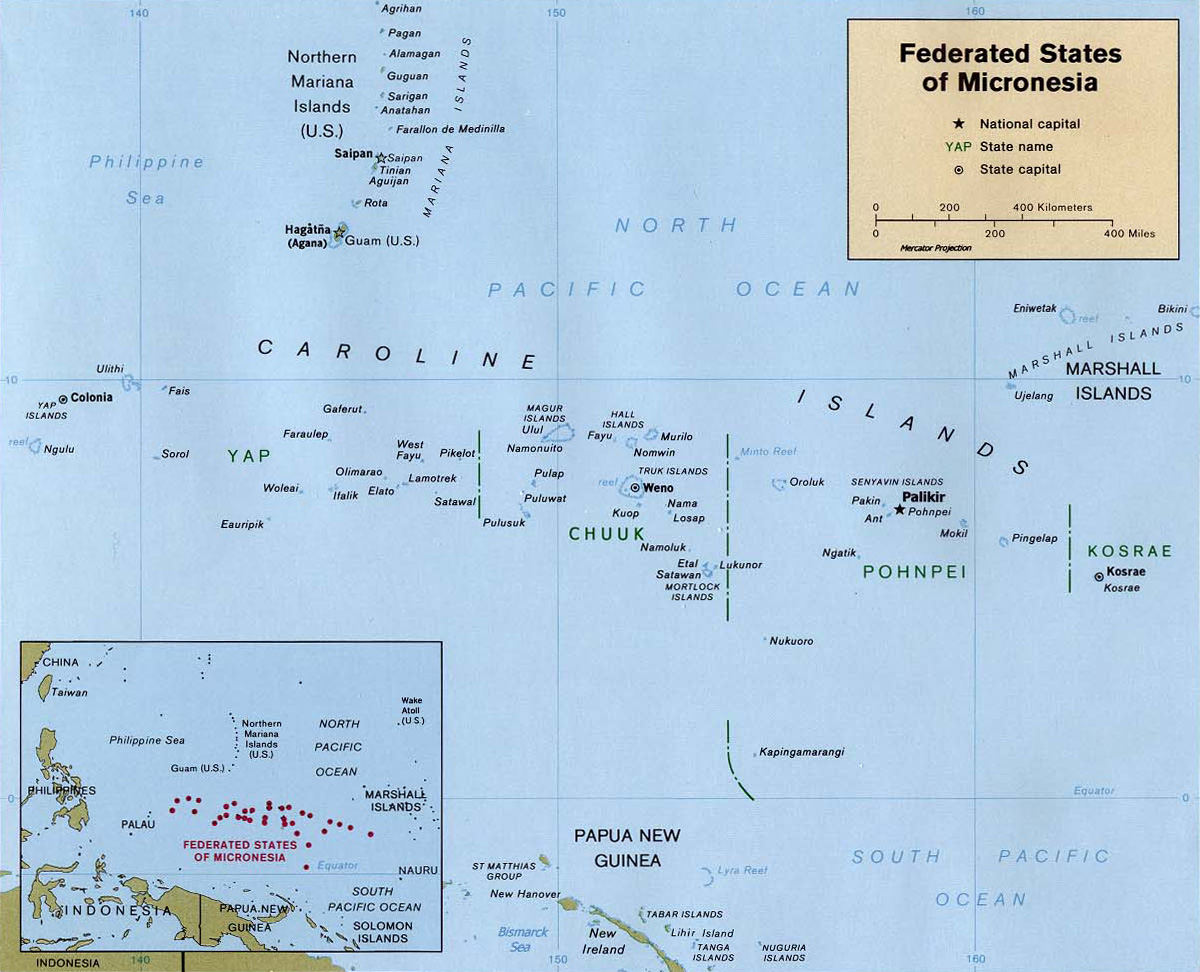
Vị trí liên minh Micronesia.

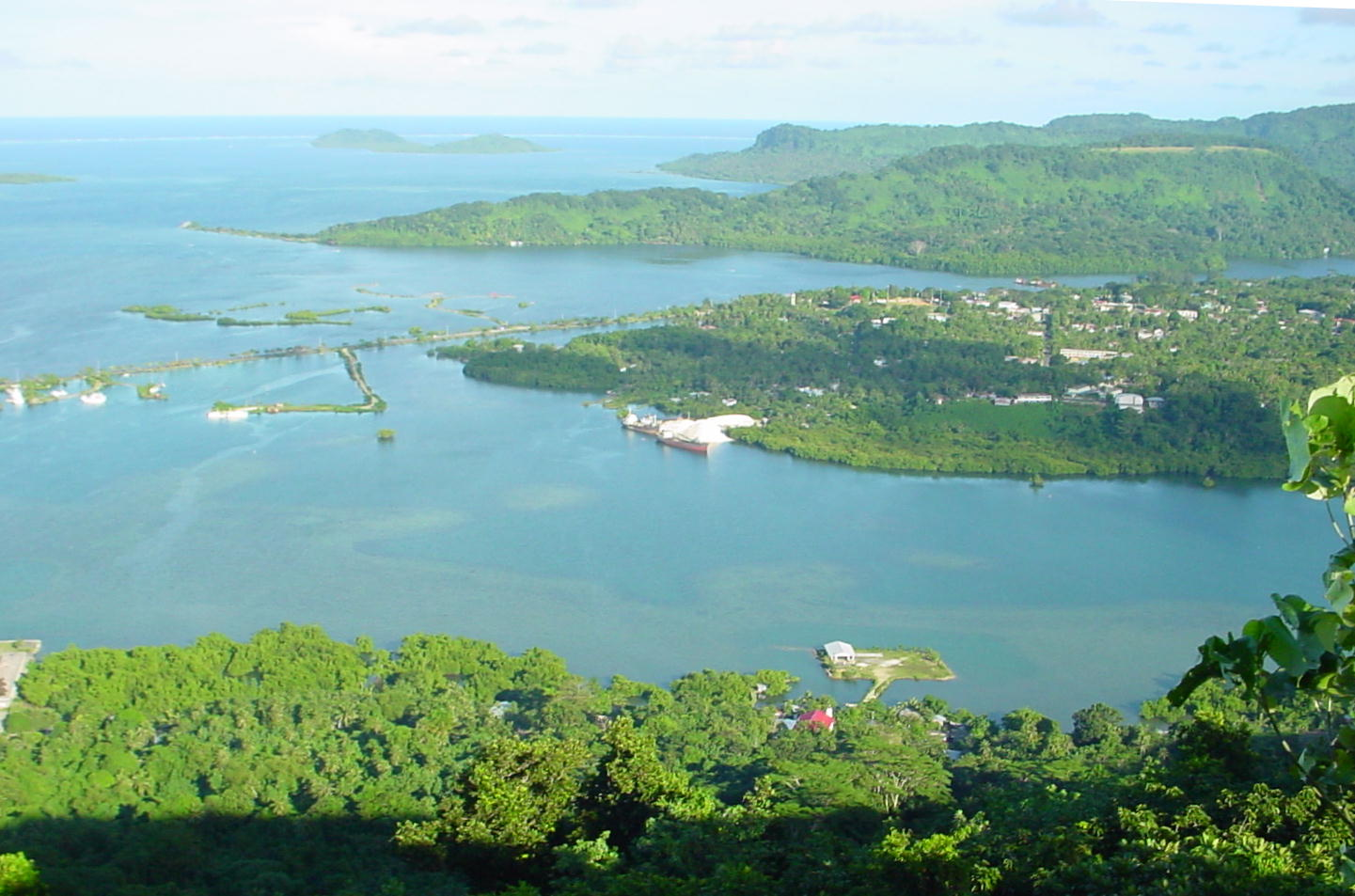
Thị trấn Kolonia, Pohnpei.

Liên bang Micronesia (tiếng Anh: Federated States of Micronesia) là một đảo quốc nằm ở Thái Bình Dương, phía đông bắc của Papua New Guinea. Quốc gia này là một quốc gia có chủ quyền liên kết tự do với Hoa Kỳ. Liên bang Micronesia trước đây là một phần của Lãnh thổ Ủy thác Quần đảo Thái Bình Dương, một Lãnh thổ ủy thác Liên Hợp Quốc do Mỹ điều hành. Vào năm 1979 họ đã viết một bản hiến pháp, và vào năm 1986 độc lập theo Hiệp ước Liên kết Tự do với Hoa Kỳ. Những vấn đề đáng quan tâm hiện nay là tỷ lệ thất nghiệp cao, đánh bắt cá đến cạn kiệt, và phụ thuộc nhiều vào viện trợ của Mỹ.
Liên bang Micronesia nằm ở khu vực có tên Micronesia, khu vực này bao gồm hàng trăm hòn đảo nhỏ chia thành bảy lãnh thổ. Từ Micronesia có thể chỉ đến Liên bang này mà cũng có thể chỉ đến toàn bộ khu vực, mặc dù sự thiếu một chính phủ tập trung khiến nó là một tập hợp các bang có chủ quyền, chứ không phải một quốc gia.
Micronesia lập quan hệ ngoại giao với Việt Nam ngày 22 tháng 9 năm 1995.

## Lịch sử
Quần đảo san hô và núi lửa này là nơi định cư của người Micronesia và Polynesia, là thuộc địa của Tây Ban Nha trong thế kỷ XVII, bị Đức xâm chiếm (1899), Nhật Bản (1914) rồi đến Hoa Kỳ (1944). Năm 1947, Liên Hợp Quốc ủy quyền cai trị quần đảo này cho Hoa Kỳ.
Liên bang Micronesia được hưởng quyền tự trị năm 1979. Năm 1983, Micronesia bỏ phiếu chấp thuận Thỏa ước Hiệp hội Tự do (Compact of Free Association) với Hoa Kỳ. Micronesia trở thành quốc gia độc lập liên kết với Hoa Kỳ năm 1986. Quốc gia này gia nhập Liên Hợp Quốc năm 1991, trở thành nước thành viên của tổ chức Quỹ Tiền tệ Quốc tế (IMF) năm 1993. Micronesia cũng như nhiều nước khác ở vùng Nam Thái Bình Dương được cảnh báo trước hiện tượng nhiệt độ tăng dần làm khí hậu toàn cầu nóng lên, mực nước đại dương tăng gây ngập lụt ở các vùng thấp ven biển.

## Chính trị
Liên bang Micronesia hiện là chính phủ lập hiến trong liên hiệp tự do với Hoa Kỳ. Hiệp ước về liên hiệp tự do có hiệu lực từ ngày 3 tháng 11 năm 1986.
Liên bang Micronesia là một nước dân chủ lập hiến với cơ quan hành pháp, lập pháp và toà án riêng biệt. Quốc hội gồm 14 thành viên. Mỗi bang có 1 nghị sĩ nhiệm kỳ 4 năm, số nghị sĩ còn lại có nhiệm kỳ 2 năm và được chọn bầu theo tỉ lệ cử tri.
Tổng thống và Phó Tổng thống được Quốc hội Micronesia bầu và có nhiệm kỳ 4 năm.

## Đối ngoại
Từ khi gia nhập Liên Hợp Quốc, quan hệ ngoại giao của Micronesia không ngừng được mở rộng. Liên bang Micronesia trở thành thành viên đầy đủ của Diễn đàn Nam Thái Bình Dương (SPF) vào tháng 5 năm 1987 và là nước chủ nhà của phiên họp diễn đàn cấp cao SPF được tổ chức vào năm 1991.
Cho đến nay, Micronesia đã thiết lập quan hệ ngoại giao chính thức với khoảng 20 quốc gia, trong đó có Mỹ, Úc, Philippines, Trung Quốc, Quần đảo Marshall, Nauru, New Zealand, Vanuatu, Fiji, Papua New Guinea, Israel, Cộng hòa Kiribati, Tonga, Tuvalu, Chile, Hàn Quốc, Nhật Bản, Quần đảo Solomon, Việt Nam, Singapore và Samoa.

## Phân chia khu vực hành chính
Bốn bang trong liên bang là:
| Cờ             | Bang    | Thủ phủ | Diện tích | Dân số | Mật độ dân số |
| -------------- | ------- | ------- | --------- | ------ | ------------- |
| Flag of Chuuk  | Chuuk   | Weno    | 127 km²   | 53.595 | 420 / km²     |
| Flag of Kosrae | Kosrae  | Tofol   | 110 km²   | 7.686  | 70 / km²      |
| Flag of Kosrae | Pohnpei | Kolonia | 346 km²   | 34.486 | 100 / km²     |
| Flag of Yap    | Yap     | Colonia | 118 km²   | 11.241 | 95 / km²      |

## Địa lý
Micronesia là quốc gia liên bang thuộc quần đảo Micronesia; gồm 600 đảo lớn nhỏ chiếm phần lớn quần đảo Caroline, trong đó có bốn đảo lớn: Chuuk, Kosrae, Pohnpei và Yap, ở Tây Thái Bình Dương, phía Bắc xích đạo, cách Hawaii 5.150 km về phía Tây - Tây Bắc. Về mặt địa chất, các nhóm đảo này thay đổi từ các đảo có núi cao đến các đảo san hô vòng tương đối thấp với những phần núi lửa lộ thiên ở đảo Pohnpei, Kosrae, Chuuk.
Tài nguyên thiên nhiên Rừng, hải sản, khoáng sản dưới đáy biển.
Khí hậu Micronesia nằm trong vùng khí hậu nhiệt đới, lượng mưa lớn quanh năm, đặc biệt là các đảo ở phía Đông, nhóm đảo ở phía Nam nằm trong vành đai bão, thường bị tổn thất nặng.

## Kinh tế
Lãnh thổ phần lớn là biển nên du lịch và ngư nghiệp là những ngành quan trọng. Dừa, bột sắn, cà chua là những mặt hàng xuất khẩu. Ngoài ra, kinh tế còn dựa vào sự trợ giúp của Hoa Kỳ với khoảng 1,3 tỉ USD từ năm 1986 đến 2001.
Tài nguyên biển là thế mạnh chính của Micronesia. Hàng năm Micronesia thu tiền lệ phí đánh cá khoảng 4 triệu USD. Công nghiệp du lịch cũng khá phát triển (chủ yếu là khách du lịch từ Nhật Bản).
Kinh tế của Micronesia phụ thuộc nhiều vào bên ngoài, nhất là sự trợ giúp của Mỹ. Theo Hiệp ước Liên kết Tự do, Mỹ viện trợ cho Micronesia 1,3 tỉ USD từ năm 1986 đến năm 2001.

## Dân cư
Dân số Micronesia hiện khoảng 107.862 người. Dân bản địa của Liên bang Micronesia, chủ yếu là người Micronesia, bao gồm các nhóm sắc tộc và ngôn ngữ khác nhau. Các sắc tộc chính gồm người người Chuuk 48,8%, người Pohnpei 24,2%, người Kosraea 6,2%, người Yape 5,2%, người Yap đảo xa 4,5%, người châu Á 1,8%, người Polynesia 1,5%, khác 6,4%, không rõ 1,4%. Một thiểu số khá lớn là người Nhật định cư trong thời kỳ phát xít Nhật.
Ngoài ra còn có gia tăng dân số người nước ngoài như người Mỹ, Úc, người châu Âu, và người Trung Quốc, người Philippines đến từ những năm 1990. Tiếng Anh đã trở thành ngôn ngữ chính thức của chính phủ cũng như cho giáo dục trung học và đại học. Ngoài các thành phố chính của bốn tiểu bang, các ngôn ngữ địa phương chủ yếu được nói tại các đảo nhỏ và nông thôn. Tăng dân số vẫn còn cao ở mức hơn 3% mỗi năm.

## Tôn giáo

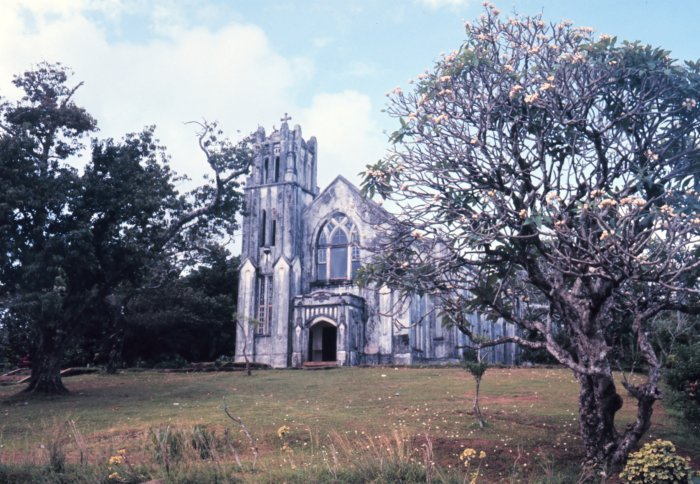
Một nhà thờ Công giáo ở Kolonia, Pohnpei

Một số giáo phái Tin Lành, cũng như Giáo hội Công giáo La Mã có mặt trong tất cả các bang Micronesia. Hầu hết các nhóm Tin Lành có nguồn gốc truyền giáo từ giáo phái Congregationalist ở Mỹ. Trên đảo Kosrae, dân số khoảng 7.800 người với 95% theo đạo Tin Lành. Đảo Pohnpei có dân số 35.000 người được chia đều giữa Tin Lành và Công giáo. Người Chuuk và Yap được ước tính có khoảng 60% là Công giáo và Tin Lành là 40%. Các nhóm tôn giáo nhỏ bao gồm Báp-tít, Giáo hội Cơ Đốc Phục Lâm, Nhân chứng Jehovah, Mặc Môn và Đức Tin Bahá'i. Có một nhóm nhỏ Phật giáo trên đảo Pohnpei.
Hầu hết những người nhập cư là người Công giáo Philippines đã tham gia nhà thờ Công giáo địa phương. Giáo hội Iglesia ni Cristo Philippines cũng có một nhà thờ ở Pohnpei. Trong những năm 1890, trên đảo Pohnpei đã xảy ra xung đột tôn giáo và sắc tộc dẫn đến sự chia rẽ tôn giáo cùng sắc tộc tồn tại đến ngày nay với người Tin Lành sống ở phía tây của hòn đảo, trong khi người Công giáo ít hơn sống ở phía đông. Thừa sai của nhiều truyền thống tôn giáo có mặt và được hoạt động tự do. Hiến pháp quy định quyền tự do tôn giáo, và chính phủ nói chung tôn trọng quyền này trong thực tế.